# Giovanni Caselli
Giovanni Caselli (8 juny 1815 - 25 abril 1891) va ser un físic i sacerdot italià que va inventar el pantelègraf, el predecessor del fax.

## Biografia
Al principi de la seva carrera estudiava literatura, història, ciències i religió. Tot i el seu interès per la ciència i la física va acabar estudiant per ser sacerdot catòlic. Al 1836 va ser ordenat com a tal.
Al 1841 es va traslladar a Parma, a la província de Mòdena per esdevenir com a tutor dels fills del comte Marquès Sanvitale de Mòdena. Al 1849 va participar en els disturbis i va votar per l'annexió del ducat de Mòdena al Regne de Sardenya. A causa d'això es va veure obligat a marxar de Mòdena i va tornar a Florència. Llavors es va convertir en professor de física a la Universitat de Florència.
A Florència va estudiar física a càrrec de Leopoldo Nobili. Aquests estudis van incloure l'electroquímica, l'electromagnetisme, l'electricitat i el magnetisme. Caselli va començar una revista anomenada "La recreació" al 1851, on parlava de la ciència de la física escrita en un llenguatge accessible.

### Pantelègraf

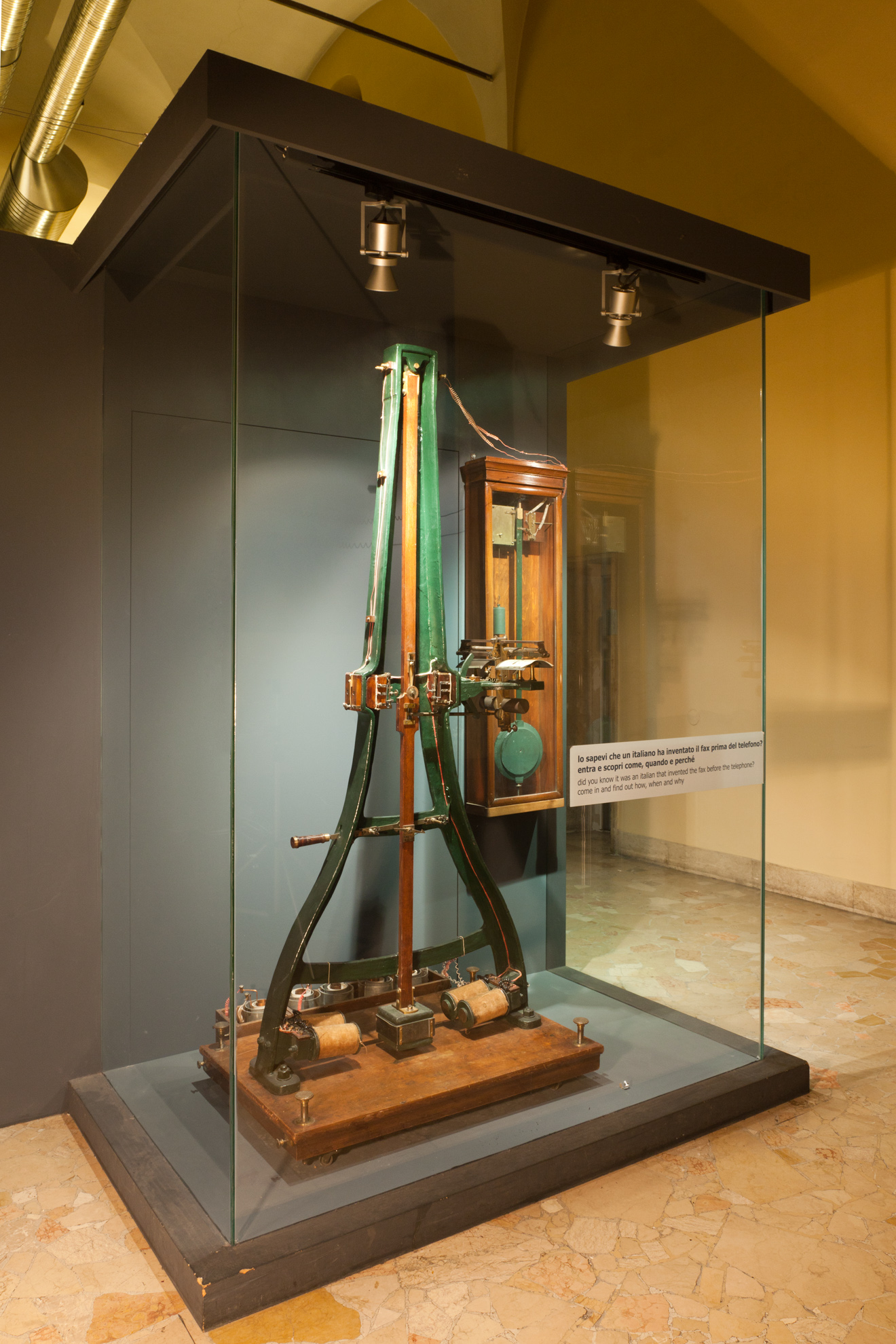
Pantelègraf de Giovanni Caselli, 1933, Rèplica exhibida al Museu Nacional de la Ciència i la Tecnologia Leonardo da Vinci, Milan.

El pantelègraf en anglès és una paraula composta formada per "pantograph", una eina que copia paraules i dibuixos, juntament amb "telegraph", un sistema electromecànic que envia missatges a través d'un cable a llargues distàncies. Mentre Caselli ensenyava física a la Universitat de Florència va dedicar gran part de la seva investigació en la tecnologia de la transmissió telegràfica d'imatges, així com de les paraules simples. Alexander Bain i Frederick Bakewell també estaven treballant en aquesta tecnologia. El principal problema de l'època era aconseguir una perfecta sincronització entre la part transmissora i la receptora perquè poguessin treballar juntes correctament. Caselli va desenvolupar una tecnologia electroquímica amb un "aparell de sincronització" (rellotge de regulació) perquè els mecanismes d'enviament i recepció funcionessin junts, cosa que era molt superior a qualsevol tecnologia de Bain o Bakewell.
La tecnologia és relativament simple. Una imatge està feta amb tinta no conductora en un tros de paper d'alumini. Un llapis òptic, que està en el circuit elèctric del full de la llauna, es passa a continuació sobre la làmina que toca lleugerament. El llapis passa amb escanejos paral·lels lleugerament separats. L'electricitat es condueix on no hi ha tinta i no on hi és, fent que dins i fora dels circuits concordin amb la imatge. Els senyals són enviats a través d'una línia telegràfica de llarga distància. El receptor en l'altre extrem té un llapis elèctric i escaneja la tinta colorant blava sobre paper blanc, per tant reprodueix la imatge línia per línia, crea un facsímil (en llatí, "condicions similars") de la imatge original.
Caselli va crear un prototip d'aques sistema al 1856 i el va presentar a Leopold II de la Toscana en una manifestació. El Duc estava tan impressionat amb el dispositiu que durant un temps Caselli va ser finançat pels seus experiments. Quan l'entusiasme del duc es va esvair, Caselli es va traslladar a París per presentar el seu invent a Napoleó III. Napoleó es va convertir immediatament en un entusiasta admirador de la tecnologia. Entre el 1857 i el 1861 va desenvolupar el seu pantelègraf (també anomenat "autotelegraph") a París sota la direcció de l'inventor francès i enginyer mecànic Léon Foucault.

Al 1858 el físic francès Alexandre-Edmond Becquerel a l'Acadèmia de Ciències de París va demostrar la versió millorada de l'invent de Caselli. Napoleó va veure una demostració del pantelègraf de Caselli al 1860 i va fer una comanda de servei dins de la xarxa telegràfica nacional francesa que va començar l'any següent. Llavors es va dur a terme una prova amb èxit entre París i Amiens amb la signatura del compositor Gioacchino Rossini i la imatge enviada i rebuda, amb una distància de 140 km. Les proves addicionals es van dur a terme a continuació, entre París i Marsella, una distància de 800 km, que també va ser un èxit. Així el dret francès es va promulgar el 1864 per tal de ser acceptat oficialment. A l'any següent, van començar les operacions amb la línia de París a Lió i Marsella es va ampliar al 1867.

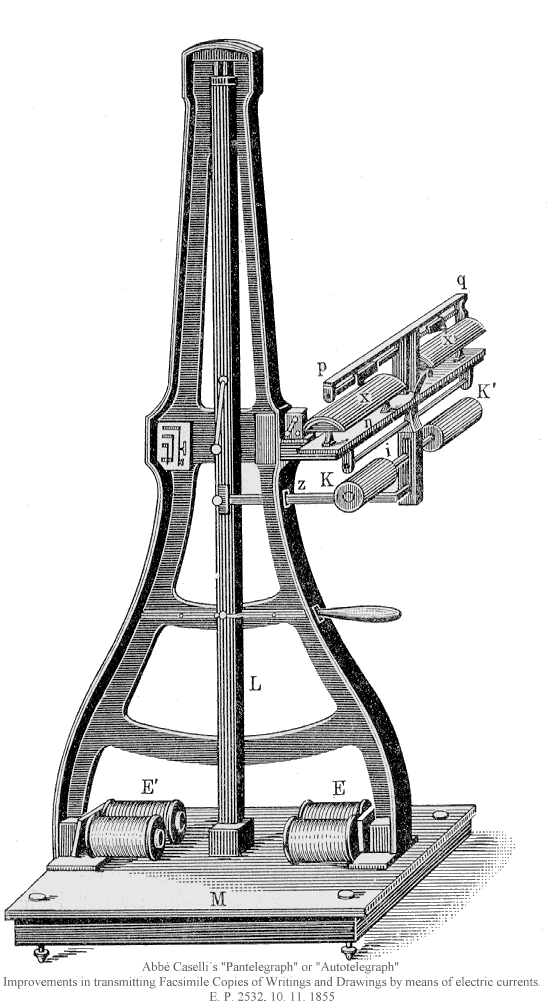
Pantelègraf de Caselli's patentat al 1861
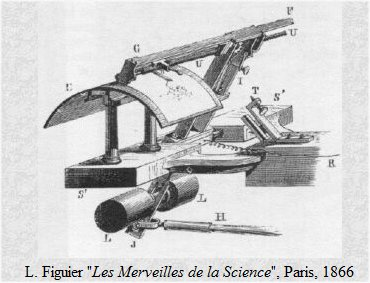
Mecanisme del pantelègraf
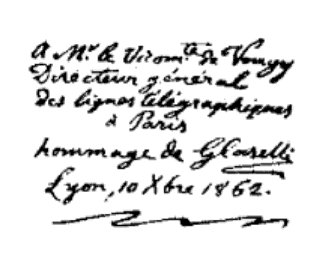
Imatge escanejada en un pantelègraf de Paris a Lion al 10 de febbrer de 1862
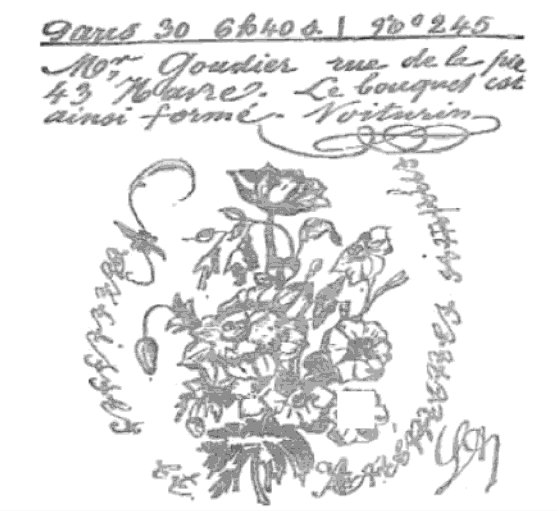
Les imatges del pantelègraf de Caselli eren de tinta blava

## Edat adulta
Caselli va patentar el seu pantelègraf a Europa l'any 1861 (E.P. 2532) i als Estats Units al 1863 (N ° 37.563). Caselli va exposar el seu pantelpegraf amb èxit al 1861 a l'Exposició de Florència amb una audiència que incloïa el rei Víctor Manuel, rei d'Itàlia. El Pantelègraf va tenir tan èxit que Napoleó li va concedir la Legió d'Honor. Científics i enginyers de París van començar la "Pantelegraph Society" per compartir idees i conceptes sobre el pantelègraf.
El legislador francès i el Consell d'Estat van autoritzar una línia permanent entre París i Marsella. A Anglaterra es va autoritzar una línia experimental entre Londres i Liverpool per un període de quatre mesos. Napoleó va comprar finalment el pantelègraf de Caselli com un servei públic i el va utilitzar per transmissions d'imatges de París a Lion, que no es va treure fins la derrota de Sedan al 1870. El rus Tsar Nicolau I va establir un servei experimental entre els seus palaus de Sant Petersburg i Moscou del 1851 al 1855. En el primer any d'operació el servei havia transmès uns 5000 faxos. Tot i això, la tecnologia es desenvolupava d'una manera tan lenta que va caure en l'oblit. Caselli en última instància va renunciar a la seva invenció i va tornar a Florència, on va morir.
Tot i que les seves patents, les cartes i les proves de transmissió teleautogràfiques es mantenen avui dia a la biblioteca municipal de Siena, alguns es poden trobar als arxius del Museu Galileu a Florència.